# NGC 2396
NGC 2396 est un amas ouvert, situé dans la constellation de la Poupe. Il a été découvert par l'astronome germano-britannique William Herschel en 1785.
NGC 2396 est à environ 588 pc (∼1 920 al) du système solaire et les dernières estimations donnent un âge de 331 millions d'années. La taille apparente de l'amas est de 10 minutes d'arc, ce qui, compte tenu de la distance, donne une taille réelle maximale d'environ 5,6 années-lumière.
Selon la classification des amas ouverts de Robert Trumpler, cet amas renferme moins de 50 étoiles (lettre p) dont la concentration est moyennement faible (III) et dont les magnitudes se répartissent sur un grand intervalle (le chiffre 3).